# Mieko Kawakami
Mieko Kawakami (川上未映子, Kawakami Mieko, Osaka, 29 de agosto de 1976)  é uma cantora, blogueira e escritora japonesa. Seu trabalho ganhou vários prêmios literários japoneses de prestígio em vários gêneros, incluindo o 138º Prêmio Akutagawa pelo romance Chichi to ran (乳と卵), o 49º Prêmio Tanizaki pela coletânea de contos Ai no yume to ka (愛の夢とか) e o 14º Prêmio Nakahara Chūya na categoria Poesia Contemporânea pela obra Sentan de, sasuwa sasareruwa soraeewa (先端で、さすわ　さされるわ　そらええわ).

## Biografia
Mieko Kawakami nasceu em 1976, na cidade de Osaka, Japão. Ela trabalhou como recepcionista de bar e atendente de livraria antes de iniciar sua carreira de cantora. Kawakami lançou três álbuns e três singles como cantora. Mas, em 2006, deixou sua carreira para se concentrar na escrita. Antes de 2008, a autora era mais conhecida por seu blog, recebendo mais de 200.000 acessos por dia. No início, ela começou o blog para falar sobre a sua música, e, posteriormente, suas primeiras postagens se tornaram também o seu primeiro livro.
Kawakami começou a escrever em 2006. Em 2007, publicou seu primeiro livro, a novela Watakushi ritsu in ha, matawa sekai (わたくし率 イン 歯ー、または世界) e, em conjunto com a obra Sora atama wa dekaidesu, sekai ga sukon to hairimasu (そら頭はでかいです、世界がすこんと入ります), ganhou o 1º Prêmio Tsubouchi Shoyo na categoria Jovens Escritores. Neste mesmo ano, a escritora ganhou o 138º Prêmio Akutagawa pelo romance Chichi to ran (乳と卵), em que uma hostess de um clube atormentada tenta falar com sua filha que se recusa a se comunicar com ela, exceto por comunicação escrita. Em 2010, o romance Heaven (ヘヴン) ganhou o 20º Prêmio Murasaki Shikibu de Literatura.
De 2015 a 2017, Kawakami conduziu uma série de entrevistas com Haruki Murakami, nas quais ela lhe perguntou notavelmente sobre mulheres e a sexualização em seus romances. O volume editado dessas entrevistas, intitulado Mimizuku wa tasogare ni tobitatsu (みみずくは黄昏に飛びたつ), foi publicado em 2017.

## Estilo
A escrita literária de Kawakami frequentemente emprega Osaka-ben, um dialeto japonês falado em Osaka e nas cidades vizinhas. Ela também incorpora linguagem experimental e poética em seus contos e romances, citando Lydia Davis e James Joyce como influências literárias. O escritor japonês Haruki Murakami a chamou de sua "jovem escritora favorita" e a descreveu como "crescendo e evoluindo incessantemente".

## Prêmios
- 2007 - 1º Prêmio Tsubouchi Shoyo na categoria Jovens Escritores - Watakushi ritsu in ha, matawa sekai (わたくし率 イン 歯ー、または世界), Sora atama wa dekaidesu, sekai ga sukon to hairimasu (そら頭はでかいです、世界がすこんと入ります)[8]
- 2007 - 138º Prêmio Akutagawa (2007下) - Chichi to ran (乳と卵)[1]
- 2009 - 14º Prêmio Nakahara Chūya: Poesia Contemporânea - Sentan de, sasuwa sasareruwa soraeewa (先端で、さすわ　さされるわ　そらええわ)[14][3]
- 2010 - 20º Prêmio Murasaki Shikibu de Literatura - Heaven (ヘヴン)[9]
- 2013 - 43º Prêmio Takami Jun - Mizugame (水瓶)[15]
- 2013 - 49º Prêmio Tanizaki - Ai no yume to ka (愛の夢とか)[2]
- 2016 - Granta Best of Young Japanese Novelists - Marī no ainoshōmei (マリーの愛の証明)[16]
- 2016 - 1º Prêmio Watanabe Junichi de Literatura - Akogare (あこがれ)[17]
- 2019 - 73º Prêmio Mainichi de Cultura - Natsu monogatari (夏物語)[18]